# Горнославско златно съкровище
Горнославското златно съкровище се състои от 786 византийски хиперперона (перпера). Монетите са от типа на корубестите византийски нумизми, имат неправилна кръгла форма с диаметър 3 ÷ 4 см, тежат около 4,3 гр. всяка и са изработени от 20 – 21 каратово злато. Общото тегло на находището е 3,360 кг. Съкровището е изложено в една от залите на Пловдивския археологически музей и е заведено с Инв. № 2240/юни 1961 г.
На 10 май 1961 г. земеделци от с. Горнослав, Пловдивско разорават нива в местността Палихор. Попадат на богата златна находка, поставена в меден съд. Вероятно съда е бил приповдигнат при първата тракторна оран и остава незабелязан сред унищожените основи на някакви малки постройки. В непосредствена близост до нивата има изградени 2 параклиса: „Св. Влас“ и „Св. Тодор“. В местността са намирани много керамични фрагменти и други предмети, свързани с живота на това изоставено старо селище. Оттук минава и най-прекия римски път през Родопите, свързващ Виа Милитарис с Виа Егнация, част от който е пътя през Арпа Кедик (Оризарски проход) и крепостта „Калето“, охранявала този проход.

## Изследвания
Почти всички монети са запазени в много добро състояние. Образите са ясни, а надписите четливи. Добрата им запазеност говори, че те не са били в обращение, а са събирани като съкровище в продължение на управлението на пет Византийски императора от династиите на Комнини и Ангелите. Монетите са сечени от следните императори: Алексий I Комнин (1081 – 1118) – 239, Йоан II Комнин (1118 – 1143) – 274, Мануил I Комнин (1143 – 1181) – 264, Андроник I Комнин (1182 – 1185) – 8, Исак II Ангел (1185 – 1195) – 1 брой.
Болшинството от монетите са сечени от Солунската монетарница. Има и няколко интересни екземпляра от находището, които са от интересен тип и по-късно са сечени от монетарница функционирала в Пловдив. Върху значителна част от Горнославските монети личат издраскани с тънко острие графити, намиращи се както върху лицевата, така и обратната страна на монетите. На тези графити са отбелязани много знаци, +, ++, букви от гръцката азбука, римски цифри I, II до ХХ, както и цели имена.
Хиперпероните сечени от различните монетарници били с различно по съдържание и чистота злато, от 8 до 21 карата. Когато хиперперона е 20 – 21 карата то и съотношението (търговския курс) към другите монети е: 1 перпера ~ 3 електрона, ~ 48 сребърни билона, или ~ 288 медни монети. Теглото на 1 златна перпера = 1/72 част от либрата (327,45 гр.). Тогава 1 зл. перпера = 4,54 гр., а тя е 3 ÷ 5 гр. Теглото на монетите от Горнослав е измерено в скрипули (scripulum) = 1,13 гр. и силикви (siliquae) = 1/6 от скрипули или около 0,19 гр. Това накарало сарафите и банкерите от онова време да проверяват всяка нова монета или монетна емисия и да записват данните с тънко острие в полето на монетата.
Графитите върху златните монети говорят за банковото дело и паричния пазар във Византия в края на XI-ти и целия XII-ти в. Те сочат съществуването на значителен брой сарафски ателиета (на Деметрий, Порфирий и Йоанас) и банки, чийто собственици сами са проверявали теглото и златното съдържание на всяка монета. При това без да се доверяват на официалните императорски монетарници, те са поставяли свои знаци за стойността, теглото и каратите на всяка монета или монетна емисия, като е бил отбелязван и търговския курс на билоновите и медни монети. Благодарение на графитите биха могли да се установят и моментите на девалвация на различните монети в България и Византия.
Монетите са поставени в меден съд и заровени в земята. Съдът има следните размери: височина 25,5 см, диаметър на дъното 12,5 см и диаметър на устието 4,5 см. Формата му е цилиндрична с кръгло дъно и тясно устие, но без дръжка. Изработено е от три медни листа: един за дъното, друг за цилиндъра и трети за устието. Устието му отгоре е нарочно подгънато и сплескано, за да затвори съкровището като каса.
Несъмнено това голямо богатство е принадлежало на заможен феодален владетел от времето на Византийската власт в Тракия. То обхваща монети сечени в период от 100 години, като последната от тях е от времето на Исак II Ангел.
Множеството монетни находки в района на Асеновград доказват големите възможности на една богата феодална класа. Поради липсата на развита банкова система, тя била принудена да укрива заделените си средства в земята, вярвайки че впоследствие ще възвърне съхранените си ценности. В резултат на динамичните и бурни военни действия много от тях са пленени или убити, лишени от възможността да приберат богатствата си.
Намирането на заровеното съкровище в покрайнините на това планинско селище, без полагането на допълнителни грижи за неговото опазване, ни дава основание да предположим, че към края на XII век под натиска на войските на II-та българска държава, притежателят му е бил принуден да бяга или да търси прикритие. Напускайки набързо своите тракийски владения го е заровил в земята. Така то достига до нас.